# منتخب كوريا الشمالية تحت 20 سنة لكرة القدم للسيدات
منتخب كوريا الشمالية تحت 20 سنة للسيدات لكرة القدم هو ممثل كوريا الشمالية الرسمي في المنافسات الدولية في كرة القدم في فئة كرة قدم تحت 20 سنة للسيدات.